# Michel Nandan
Michel Nandan, né le 5 avril 1958 à Monaco, est un ingénieur automobile français. Il est directeur de l'équipe Hyundai Shell WRT de 2014 à 2019. Il a été pilote automobile de 1987 à 1990.

## Carrière
Michel Nandan est né à Monaco en 1958. Pilote automobile, puis ingénieur de l'INSA de Toulouse, il intègre d'abord Italtecnica, en 1988, avant de travailler pour Toyota Team Europe en 1990. TTE remporte deux titres constructeurs en 1993, et 1994. Entre 1996 et 1997, il collabore avec Opel ZakSpeed en DTM, et c'est à partir de 1998 qu'il incorpore le programme de développement WRC de la Peugeot 206. L'équipe remporte trois titres constructeur consécutifs dès sa première saison complète, en 2000, 2001 et 2002, auxquels s'ajoutent les deux titres pilote de Marcus Grönholm (2000 et 2002). Le pôle Peugeot Sport tente alors en vain de prolonger son épopée en WRC par le biais du développement du coupé cabriolet 307 de la marque (2004-2005), cependant l'expérience vire rapidement au fiasco compte tenu des excellents résultats de la concurrence.
À la suite de cette déconvenue, Michel Nandan se voit proposer un poste de directeur technique au sein de l'écurie WRC Suzuki, chez qui il travaille brièvement avant de se désolidariser du projet le jugeant d'envergure insuffisante (2006-2007). Parallèlement, il donne peu à peu de l'essor à Nandan ExperTech, un bureau d'études qu'il base à Issoire, en Auvergne. Entre 2010 et 2013, il travaille à la Fédération française du sport automobile (FFSA).
De 2014 à 2019, il est le team principal de Hyundai Motorsport.

## Palmarès
- Champion du monde des rallyes constructeurs avec Toyota en Groupe A: 1993, 1994.

- Champion du monde des rallyes constructeurs avec Peugeot en WRC : 2000, 2001, 2002.